# Shep
Shep (1930 – 12. ledna 1942) byl kříženec plemene border kolie, kterého, podobně jako například psa Hačika, proslavila věrnost pánu.

## Život

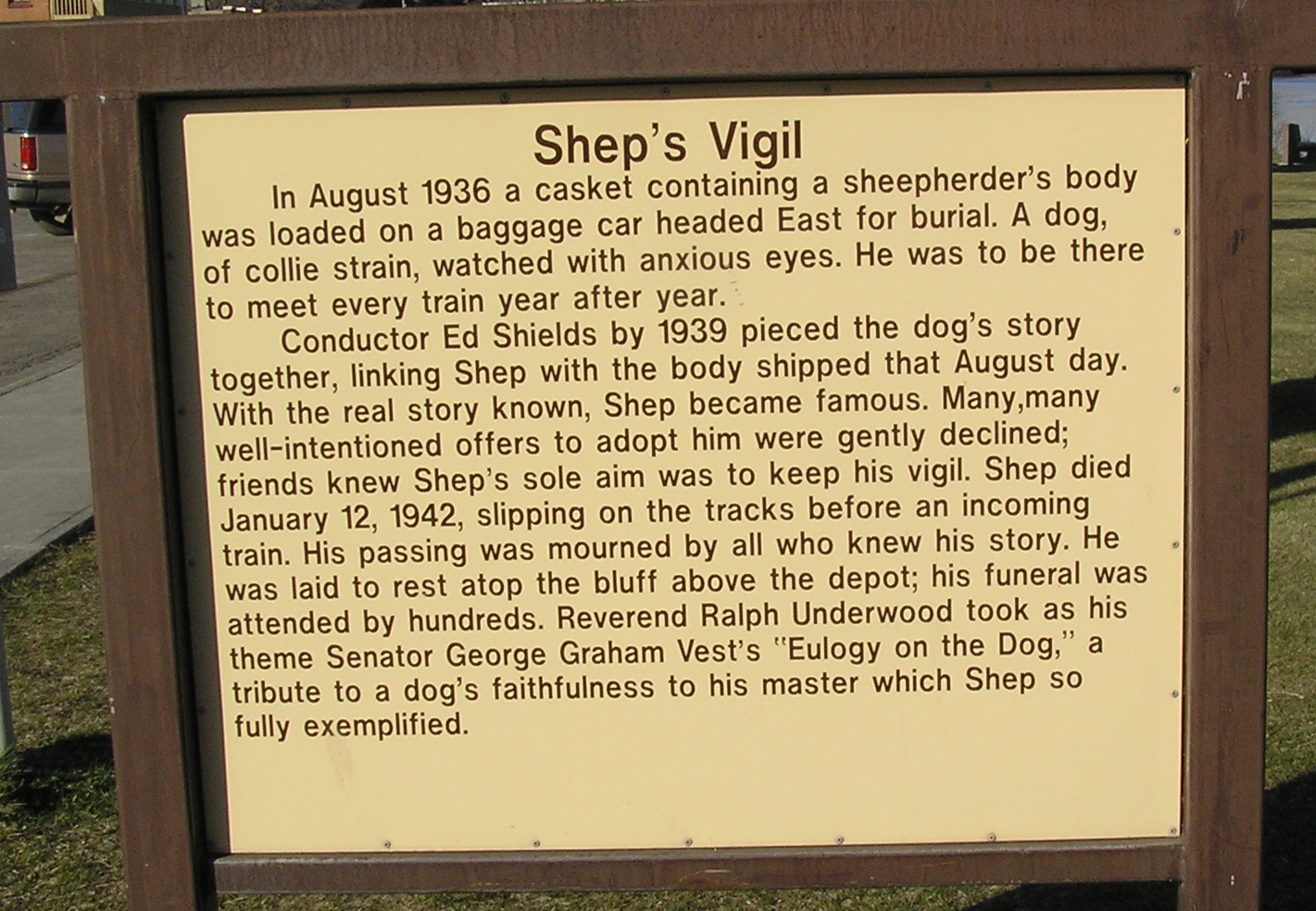
Památná deska popisující Shepův příběh

Shep se pravděpodobně narodil v roce 1930 v divoké Montaně ve Spojených státech. Své mládí strávil se svým majitelem (jméno neznámé), pastevcem, kterému pomáhal s hlídáním a pasením ovcí a dobytka. Sám jeho majitel byl velice chudý a pracoval za nocleh a jídlo.
V létě roku 1936, když bylo Shepovi okolo šesti let, pastýř náhle onemocněl a byl hospitalizován ve městě Fort Benton. Po dobu jeho hospitalizace se o Shepa staraly jeptišky. Pastýř nakonec ale zemřel a jeho rodina požádala, aby bylo jeho tělo vlakem převezeno zpět na východ USA, kde měl příbuzné. Shep následoval rakev svého majitele až ke vlaku, avšak průvodčí jej do vlaku nevpustili a on zůstal na nádraží. Shep se tedy schoval pod jeden z vagónů, o několik dní později jej našli železničáři, kteří se nejdříve snažili psa vyhnat, avšak ten se nedal. Až později se dozvěděli, že Shepův pán z nádraží odjel v rakvi.
Následovalo dalších šest let čekání. Nejdříve byl Shep vídán, jak se chodí napít k řece několik kilometrů daleko, ale pracovníci nádraží se rozhodli postarat se o něj. I v zimě, kdy se průvodčí snažil psa nalákat do budovy, zůstával venku a čekal na svého pána. Po krátké době si místní obyvatelé psa všimli a jeho příběh byl otisknut v regionálních novinách. Netrvalo dlouho a Shep se objevil nejen v Daily Express, ale i v The New York Times. Několik lidí se dokonce nabídlo, že se psa ujmou.
V posledních letech života byl Shep téměř hluchý a špatně viděl, většinu času spával v nádražní budově. Dne 12. ledna 1942 nešťastnou náhodou uklouzl na kolejích a spadl pod projíždějící vlak, srážku nepřežil. Shepa pohřbili pracovníci nádraží na kopci nedaleko Fort Bentonu, pohřbu se účastnilo téměř dvě stě lidí. Samotné nádraží bylo později uzavřeno a přestože budova tam stojí i v současné době, samotné nádraží nefunguje. Ve městě existují hned dva památníky oslavující tohoto křížence; jedna kovová silueta na místě jeho hrobu, a druhá vedle hotelu Grand Union u řeky Missouri. Ta byla odhalena roku 1994.
Shepův příběh je také popsán ve fikci Shep Forever Faithful.